# Hobbs Peak
Hobbs Peak är en bergstopp i Antarktis. Den ligger i Östantarktis. Nya Zeeland gör anspråk på området. Toppen på Hobbs Peak är 1 767 meter över havet.
Terrängen runt Hobbs Peak är huvudsakligen kuperad, men åt sydväst är den bergig. Hobbs Peak är den högsta punkten i trakten. Trakten är obefolkad. Det finns inga samhällen i närheten. 